# Jag älskar dig till döds
Jag älskar dig till döds (engelska: I Love You to Death) är en amerikansk svart komedifilm från 1990 i regi av Lawrence Kasdan. I huvudrollerna ses Kevin Kline, Tracey Ullman, Joan Plowright, River Phoenix, William Hurt och Keanu Reeves.
Manuset som skrevs av John Kostmayer är löst baserat på ett mordförsök som inträffade 1983 i Allentown, Pennsylvania, där Frances Toto upprepade gånger försökte döda sin make Anthony. Hon satt fyra år i fängelse för mordförsök och frisläpptes 1988.

## Rollista i urval
- Kevin Kline - Joey Boca
- Tracey Ullman - Rosalie Boca
- Joan Plowright - Nadja, Rosalies mamma
- River Phoenix - Devo Nod
- William Hurt - Harlan James
- Keanu Reeves - Marlon James
- James Gammon - löjtnant Larry Schooner
- Jack Kehler - detektiv Carlos Wiley
- Victoria Jackson - Lacey
- Miriam Margolyes - Joeys mamma
- Alisan Porter - Carla Boca, Joeys och Rosalies dotter
- Jon Kasdan - Dominic Boca, Joeys och Rosalies son
- Heather Graham - Bridget
- Phoebe Cates - Joeys discotjej (ej krediterad)